# Comitato Olimpico Nazionale di Palau
Il Comitato Olimpico Nazionale di Palau (noto anche come Palau National Olympic Committee in inglese) è un'organizzazione sportiva palauana, nata nel 1997 a Koror, Palau.
Rappresenta questa nazione presso il Comitato Olimpico Internazionale (CIO) dal 1999 ed ha lo scopo di curare l'organizzazione ed il potenziamento dello sport in Palau e, in particolare, la preparazione degli atleti palauani, per consentire loro la partecipazione ai Giochi olimpici. L'associazione, inoltre, fa parte dei Comitati Olimpici Nazionali d'Oceania.
L'attuale presidente del comitato è Frank Kyota, mentre la carica di segretario generale è occupata da Baklai Temengil.